# Центральноамериканська саламандра
Центральноамериканська саламандра (Pseudoeurycea) — рід земноводних родини Безлегеневі саламандри ряду Хвостаті. Має 51 вид. Інша назва «несправжня струмкова саламандра».

## Опис
Загальна довжина представників цього роду коливається від 6 до 36 см. Голова коротка, сплощена. Очі середнього розміру, витрішкуваті. Язик викидається уперед. Тулуб короткий, стрункий, стиснутий з боків. Кінцівки потужні з 4 пальцями з перетинками. Хвіст доволі довгий: може бути більше за голову й тулубразом узяті. Забарвлення переважно сіре, коричневе, чорне, іноді буре або оливкове зі світлими (жовтими, помаранчевими плямами чи переривчастими широкими лініями уздовж спини).

## Спосіб життя
Полюбляють вологі, тропічні та субтропічні ліси, плантації, гірську місцину. Зустрічаються на висоті від 700 до 5000 м над рівнем моря. Можуть витримувати доволі високі температури. Активні у присмерку. Живляться різними безхребетними.
Це яйцекладні амфібії. Самиці відкладають до 30 яєць.

## Розповсюдження
Мешкають у Гватемалі та центральній і південній Мексиці.

## Види
- Pseudoeurycea ahuitzotl Adler, 1996
- Pseudoeurycea altamontana (Taylor, 1939)
- Pseudoeurycea amuzga Pérez-Ramos and Saldaña de la Riva, 2003
- Pseudoeurycea anitae Bogert, 1967
- Pseudoeurycea aquatica Wake and Campbell, 2001
- Pseudoeurycea aurantia Canseco-Márquez and Parra-Olea, 2003
- Pseudoeurycea brunnata Bumzahem and Smith, 1955
- Pseudoeurycea cochranae (Taylor, 1943)
- Pseudoeurycea conanti Bogert, 1967
- †Pseudoeurycea exspectata Stuart, 1954
- Pseudoeurycea firscheini Shannon and Werler, 1955
- Pseudoeurycea gadovii (Dunn, 1926)
- Pseudoeurycea goebeli (Schmidt, 1936)
- Pseudoeurycea jaguar Cázares-Hernández, 2022
- Pseudoeurycea juarezi Regal, 1966
- Pseudoeurycea kuautli Campbell, Brodie, Blancas-Hernández, and Smith, 2013
- Pseudoeurycea leprosa (Cope, 1869)
- Pseudoeurycea lineola (Cope, 1865)
- Pseudoeurycea longicauda Lynch, Wake, and Yang, 1983
- Pseudoeurycea lynchi Parra-Olea, Papenfuss, and Wake, 2001
- Pseudoeurycea melanomolga (Taylor, 1941)
- Pseudoeurycea mixcoatl Adler, 1996
- Pseudoeurycea mixteca Canseco-Márquez and Gutiérrez-Mayén, 2005
- Pseudoeurycea mystax Bogert, 1967
- Pseudoeurycea nigromaculata (Taylor, 1941)
- Pseudoeurycea obesa Parra-Olea, García-París, Hanken, and Wake, 2005
- Pseudoeurycea orchileucos (Brodie, Mendelson, and Campbell, 2002)
- Pseudoeurycea orchimelas (Brodie, Mendelson, and Campbell, 2002)
- Pseudoeurycea papenfussi Parra-Olea, García-París, Hanken, and Wake, 2005
- Pseudoeurycea rex (Dunn, 1921)
- Pseudoeurycea robertsi (Taylor, 1939)
- Pseudoeurycea ruficauda Parra-Olea, García-París, Hanken, and Wake, 2004
- Pseudoeurycea saltator Lynch and Wake, 1989
- Pseudoeurycea smithi (Taylor, 1939)
- Pseudoeurycea tenchalli Adler, 1996
- Pseudoeurycea teotepec Adler, 1996
- Pseudoeurycea tlahcuiloh Adler, 1996
- Pseudoeurycea tlilicxitl Lara-Góngora, 2003
- Pseudoeurycea unguidentis (Taylor, 1941)
- Pseudoeurycea werleri Darling and Smith, 1954